# Antoine Lumière
Claude-Antoine Lumière (Ormoy, 13 marzo 1840 – Parigi, 15 aprile 1911) è stato un pittore, fotografo e uomo d'affari francese, padre di Auguste e Louis Lumière.

## Biografia
Era figlio di Nicolas Lumiére, viticoltore, e Louise Huguenin, ostetrica.
Nel 1860 a soli vent'anni, Antoine Lumière ha abbandonato il suo paese natale Ormony nel Haute-Saône, dove aveva svolto la breve carriera di pittore, per preparare un nuovo affare di fotografia in Besançon. In quegli anni, nel 1862, è nato il suo primo figlio, Auguste mentre il secondo, Louis, è arrivato due dopo, nel 1864. 
Ottenuti dei buoni profitti, Antoine nel 1870 si trasferisce a Lione con la sua famiglia, aprendo una nuova officina. Durante il decennio successivo Lumière ha sviluppato gradualmente una pianta manifatturiera ed industriale di piatti fotografici. I suoi giovani figli lo aiutavano spesso nel lavoro tanto che la fabbrica è passata nelle mani dei fratelli Auguste e Louis nel 1893 i quali, un anno più tardi, con l'avvento in Francia del Kinetoscopio inventato da Thomas Edison, trasformeranno nella celebre "Società Lumière". Questa aveva un capitale di 3 milioni di franchi e aveva una forza di lavoro di 300 persone che produceva 15 milioni di piatti fotografici l'anno. Con ciò pochissimo tempo dopo nacque il famoso cinematografo che permetteva di proiettare su uno schermo delle immagini in movimento riprese.
 Antoine Lumière ha aiutato i figli nel faticoso cammino verso il successo ed infine, ormai cinquantacinquenne, è stato filmato dai figli come omaggio e introdotto con il ruolo di primo attore nel film muto del 1895: La partita a carte.
Antoine Lumière è morto nel 1911 a Parigi ormai settantunenne per cause naturali.